# Missouri City, Texas
Missouri City är en stad och förort till Houston i Fort Bend County, och Harris County, i Texas. Vid 2020 års folkräkning hade Missouri City 74 259 invånare.